# Mia Khalifa
Mia Khalifa, właśc. Sarah Joe Chamoun (arab. ‏سارة جو شمعون‎; ur. 10 lutego 1993 w Bejrucie) – libańsko-amerykańska osobowość medialna, była aktorka pornograficzna i modelka internetowa.

## Kariera
Zaczęła występować w filmach pornograficznych w październiku 2014 roku, stając się najczęściej oglądaną wykonawczynią na stronie Pornhub w ciągu dwóch miesięcy. Jej kariera wywołała kontrowersje (otrzymywała nawet groźby śmierci) w Libanie i na Bliskim Wschodzie, zwłaszcza za sprawą filmu, w którym wykonuje czynności seksualne, nosząc hidżab. Po napaści Hamasu na Izrael w październiku 2023 wyraziła swoje poparcie wobec Palestyny i na Twitterze (X) zaapelowała do bojowników z Hamasu, aby „odwrócili swe telefony i filmowali poziomo”. W następstwie poparcia Hamasu magazyn Playboy zerwał z Khalifą kontrakt na podcasty.

## Życie prywatne
W lutym 2011 wyszła za swojego chłopaka z czasów szkolnych, z którym się rozwiodła w 2014 roku. W 2019 poślubiła Roberta Sandberga, z którym rozstała się w 2021 roku. Od 2022 roku jest w związku z portorykańskim raperem Jhayco.